# Viridivellus
Viridivellus là một chi rêu trong họ Viridivelleraceae.